# Бендерн
Бендерн (нем. Bendern) — деревня в Лихтенштейне, расположенная в муниципалитете Гамприн. Население — 1356 человек. Площадь — 6,14 км².
Здесь располагается Международная академия философии.

## Персоналии
- Бюхель, Иоганн Баптист (1853—1927) — лихтенштейнский священник, просветитель, поэт, историк.